# Дашкевич Роман Іванович
Рома́н Іва́нович Дашке́вич  (6 грудня 1892, с. Тустановичі (нині у складі м. Борислава), Львівська область — 12 січня 1975, Куфштайн, Австрія) — галицький український політичний і військовий діяч, полковник армії УНР (генерал-хорунжий в еміграції), правник, один із засновників української артилерії. Чоловік Олени Степанів.

## Життєпис

### Молоді роки (до 1917 року)

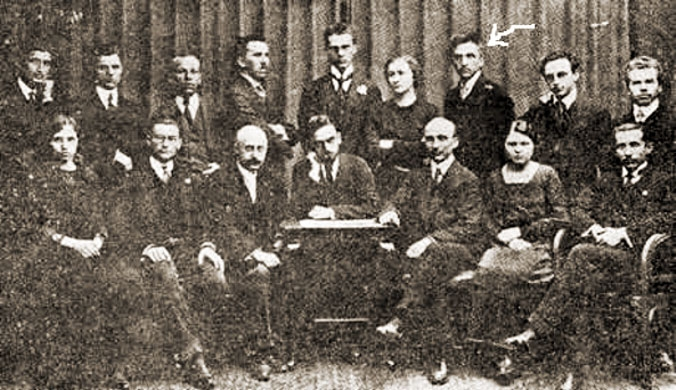
Головна Рада Студентського Союзу 1912 р. 1-й ряд від ліва: Дарія Білинська-Навроцька, Василь Косаренко-Косаревич, А. Павлусевич, Осип Когут, М. Жила, Марія Твердохліб, Євген Коновалець; 2-й ряд: Степан Індишевський, нерозпізнаний, Іван Бабій, Юрій Полянський, В.Котецький, Олена Степанів, Роман Дашкевич (позначений стрілкою), Петро Дідушок, Юліян Охримович.

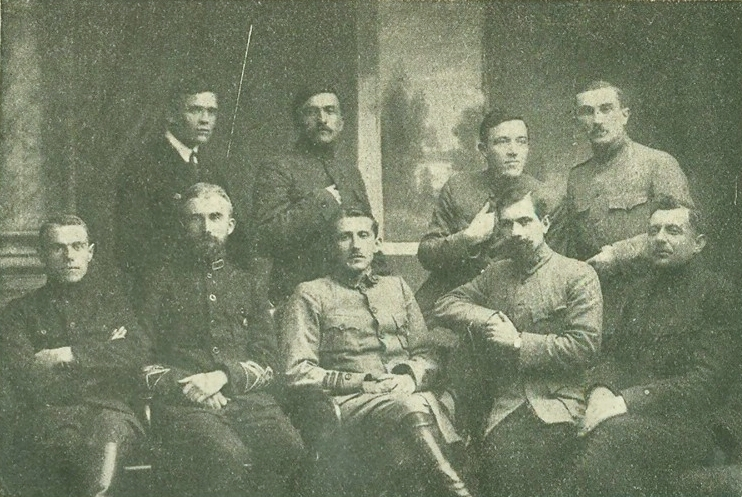
Штаб Січових Стрільців після розформування (1920) : сидять зліва направо Михайло Матчак, Андрій Мельник, Євген Коновалець, Роман Сушко, Іван Даньків; стоять зліва направо Іван Андрух, Роман Дашкевич, Василь Кучабський, Ярослав Чиж

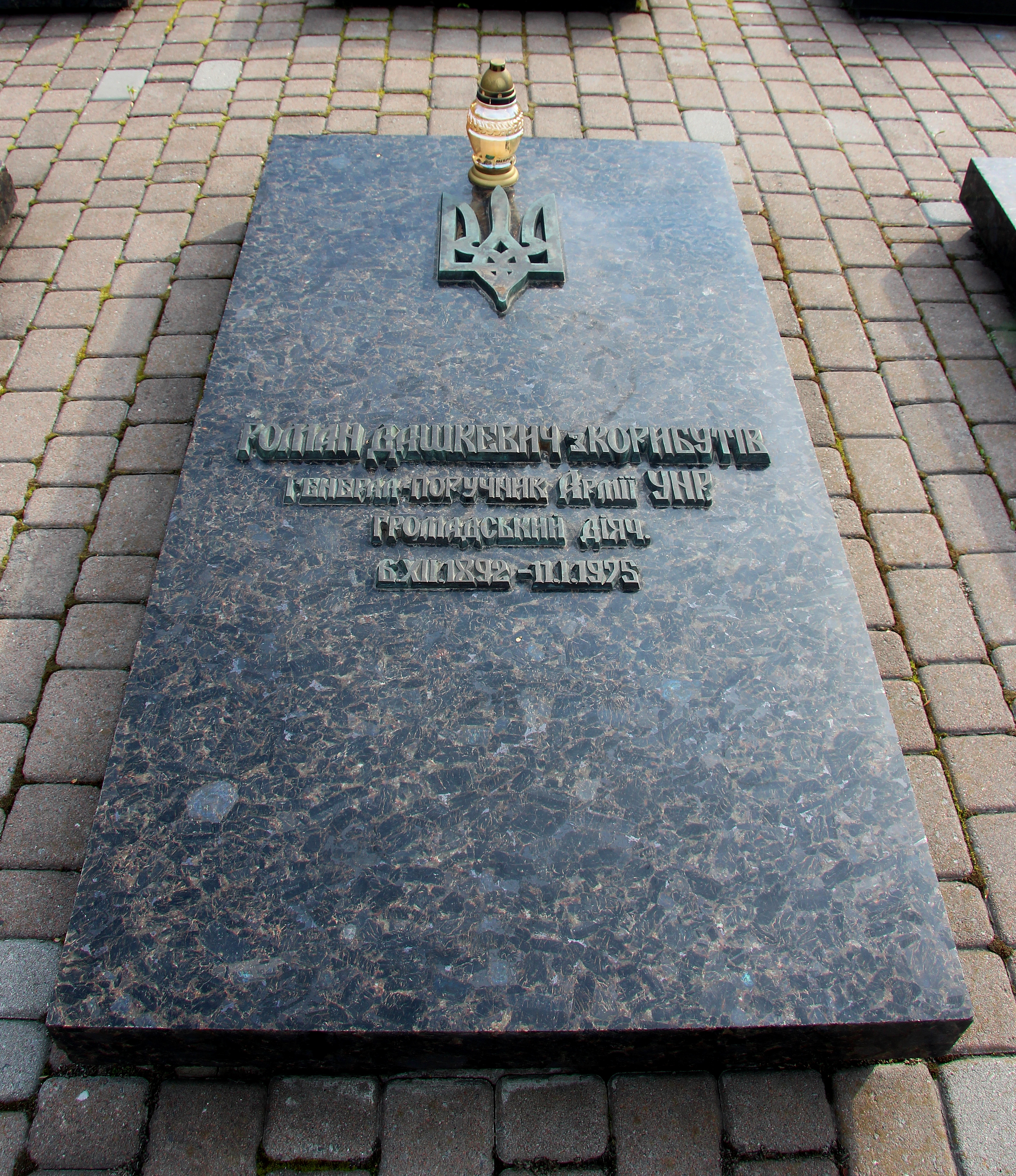
Могила Романа Дашкевича на 67 полі Личаківського цвинтаря у Львові

Народився в родині священника — о. Івана Дашкевича гербу Корибут.
Закінчив Перемиську гімназію, в 1911-14 роках навчався на юридичному факультеті Львівського університету.

В студентські роки брав активну участь в українському національно-визвольному русі Галичини; член управи Української Академічної Громади, Українського Студентського Союзу, Просвітня комісія. Був одним з організаторів і діячів товариства Січових Стрільців у Галичині.
До першої світової війни — організатор «Січей», з 1912 року — Кошовий повітової «Січі» Українських Січових Стрільців у Львові.
На початку першої світової війни мобілізований до австрійської армії, не мав змоги вступити до Легіону Українських Січових Стрільців.
З 1914 року старшина артилерії австро-угорської армії; у 1915 році потрапив у російський полон, інтернований до Забайкалля. Там видавав газету, де закликав українців до повстання проти Австро-Угорщини. 
Після Лютневої революції 1917 року в Росії Роман Дашкевич навесні втік з табору військовополонених, пробрався у Київ.

### Військова і громадська діяльність 1917-21 рр.
Працюючи з осені 1917 року у Галицько-Буковинському Комітеті спільно з Євгеном Коновальцем, Іваном Чмолою, Г. Лисенком, Федором Черником та іншими, доклав значних зусиль до створення Галицько-буковинського куреня січових стрільців у Києві.
18-19 грудня 1917 року відібрав у Дарницькому таборі військовополонених 22 добровольців, поклав початок формуванню стрілецької частини.
У січні 1918 року обраний до складу Стрілецької Ради, з кінця лютого 1918 року призначений командиром 1-ї гарматної батареї Куреня Січових Стрільців при Січовому полку військ Центральної Ради.
В січні-лютому 1918 року батарея Романа Дашкевича брала участь у запеклих боях з червоногвардійськими частинами, які рвалися до Києва, в березні 1918 р. — у визволенні міста з-під більшовицької окупації.
Генерала Романа Дашкевича вважають батьком української артилерії. Роман Дашкевич першим зодягнув Січових стрільців у блакитні мундири. За словами Петра Франка, голови товариства політв'язнів і репресованих:
|  | Дашкевич за власні кошти і за кошти своїх батьків закупив січовикам не лише мундири, а й кріси та кулемети. Ця родина добре усвідомлювала, що таке формування власної держави, і дуже дбала про вишкіл молодого покоління. |

Після встановлення в Україні влади гетьмана Павла Скоропадського і роззброєння німецьким командуванням (30.04.1918 р.) Куреня очолював 4-ту батарею Запорізького Корпусу генерала О. Натіїва, який займав позиції на схід від Олександрівська (тепер Запоріжжя).
З вересня 1918 року знову командував новосформованою батареєю Січових Стрільців; частина під командуванням Дашкевича відіграла вирішальну роль у перемозі республіканських військ у Мотовилівському бою 1918 року.
Січень-грудень 1919 року — командир гарматної бригади Січових Стрільців Дієвої армії УНР, яка брала участь у всіх бойових операціях Армії УНР цього періоду.
Після поразки українських національно-визвольних змагань 1917–1921 років тимчасово перебував в еміграції (у Чехословаччині й Австрії).
У 1920 році в Празі разом із Євгеном Коновальцем заснував Українську військову організацію.
1920 року повернувся до Львова.

### Львівський етап життя (1921—1943 роки)
Закінчивши навчання у Львівському університеті, здав правничі і адвокатські іспити, здобув ступінь доктора права, згодом відкрив адвокатську контору. Мешкав у Львові на вулиці Коперника, 5.
У 1920-30-х роках працював адвокатом. 1921-1922 роках відновив діяльність спортивно-протипожежних товариств «Січ» у Львові. Заборона польською владою діяльности цих організацій у 1924 році змусила Дашкевича шукати нові організаційні форми патріотичного виховання молоді.
У 1925 році Роман Дашкевич організовує товариства «Луг», які нараховували в 1930-х роках у Галичині понад сто осередків і близько 50 тис. членів.
У 1922-1933 редагував часопис «Січові Вісти», а в 1933-1939 — «Вісті з Лугу».
18 жовтня 1938 у Тернополі відбулось розширене засідання чільних діячів товариства «Великого Лугу» під його керівництвом.

### У еміграції
Під час другої світової війни з 1943 року мешкав у Куфштайні (Австрія).
У повоєнний час викладав історію України в школі табору біженців. У цей період активно займався літературною та дослідницькою діяльністю. Автор книги «Артилерія Січових Стрільців у боротьбі за Золоті Київські Ворота» (Нью-Йорк, 1965 р.), численних історичних довідок, спогадів.
Підтримував тісні зв'язки з урядом УНР у вигнанні. Уже в еміграції був підвищений до генерал-хорунжого.

## Родина

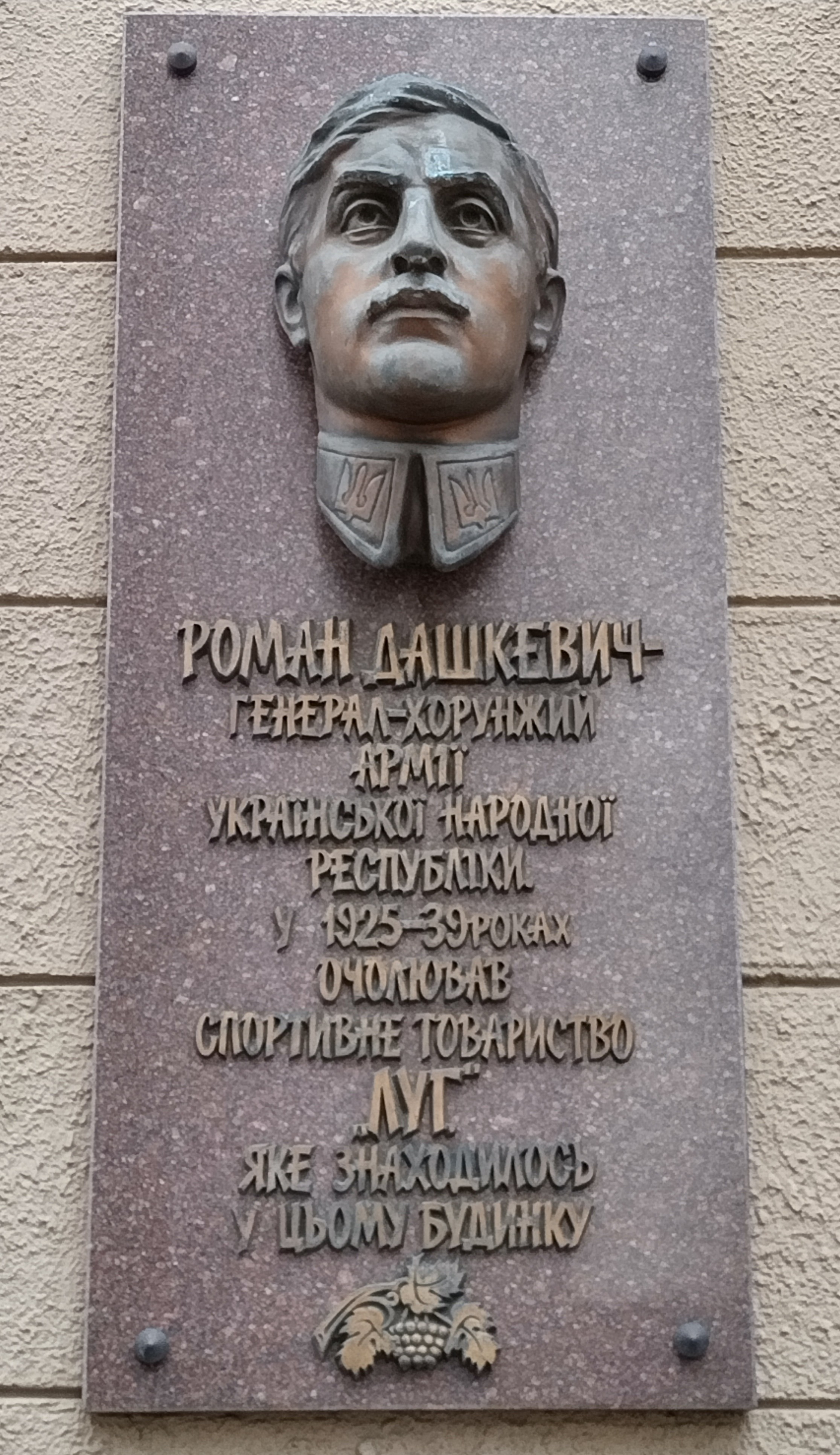
Меморіальна таблиця на вул. Коперника, 5 у Львові

Дружина — Олена Степанів — старшина УСС, УГА нагороджена медаллю «За хоробрість», доктор філософії.

Син Ярослав Дашкевич — історик, директор Львівського відділення Інституту української археографії та джерелознавства імені М. С. Грушевського НАН України.

## Перепоховання
Рештки генерала артилерії УНР привезли на батьківщину з австрійського містечка Куфштайн через 33 роки після його смерті. 15 червня 2008 року в соборі Святого Юра у Львові сотні львів'ян прощалися з прахом генерал-хорунжого УНР Романа Дашкевича; генерал-хорунжого було перепоховано на Личаківському цвинтарі на полі почесних поховань.

## У літературі
Роман Дашкевич є одним з героїв роману «Країна Ірредента» Романа Іваничука.

## Вшанування пам'яті
25 квітня 2011 року у Львові було встановлено меморіальну дошку.  Одна з вулиць мікрорайону Підзамче названа на його честь.
Указом Президента України 26 артилерійській бригаді присвоєне почесне найменування «імені генерал-хорунжого Романа Дашкевича».
22 грудня 2023 року у місті Бердичів вулицю Суворова перейменували на вулицю Романа Дашкевича.